# Pseudotanais vitjazi
Pseudotanais vitjazi är en kräftdjursart som först beskrevs av Rosalia Konstantinovna Kudinova-Pasternak 1970.  Pseudotanais vitjazi ingår i släktet Pseudotanais och familjen Pseudotanaidae. Inga underarter finns listade i Catalogue of Life.